# Johan van Veen
Johan van Veen (Uithuizermeeden, 21 december 1893 – Den Haag, 9 december 1959) was een Nederlandse waterstaatkundig ingenieur. Hij wordt beschouwd als de 'vader van het Deltaplan'.

## Opleiding
Johan van Veen werd geboren als vijfde in een boerengezin van zeven kinderen. Van Veen was de broer van Marie van Veen, getrouwd met kunstenaar Johan Dijkstra. Na de HBS ging hij in 1913 in Delft aan de Technische Hoogeschool van Delft civiele techniek studeren, waar hij in 1919 afstudeerde. Dit was één jaar nadat Jo Thijsse afstudeerde, de latere hoogleraar vloeistofmechanica, met wie hij in de loop der jaren nogal wat conflicten had.

## Provinciale Waterstaat
Na zijn afstuderen ging hij aan het werk bij het Ontwateringsbureau van de Provinciale Waterstaat van Drenthe. De taak van dat bureau was het ontwikkelen van plannen ter verbetering van de afwatering en de wegenstructuur in de provincie, teneinde de opbrengst van de landbouw te vergroten en de producten gemakkelijker te vervoeren. Omdat in de Eerste Wereldoorlog pijnlijk duidelijk was geworden hoe sterk Nederland voor zijn voedselvoorziening van het buitenland afhankelijk was, werd in het interbellum veel nadruk op landbouwproductie gelegd. Om plannen daartoe te kunnen maken bracht Van Veen samen met de in Wageningen afgestudeerde F.P. Mesu de begrenzing van stroomgebieden in kaart, verrichtte stroommetingen en voerde waterpassingen uit in de beekdalen en op de aangrenzende hogere gronden. Op basis daarvan werden aan de provincie voorstellen gedaan. De uitvoering werd in het kader van de werkverschaffing in handen gelegd van de Nederlandse Heide Maatschappij en de Grontmij.

## Suriname
In 1926 verliet Van Veen het Rivierenbureau. Van augustus 1926 tot oktober 1928 werkte hij bij de Surinaamse Bauxiet Maatschappij, een Amerikaans bedrijf, in Moengo in Suriname.

## Rijkswaterstaat
Eind 1928 kwam Van Veen terug naar Nederland, waarna hij eerst korte tijd bij de brandweer Amsterdam werkte (toen het Paleis voor Volksvlijt afbrandde hielp hij mee blussen).
Op 1 juli 1929 begon hij aan een bijna dertig jaar durend dienstverband bij Rijkswaterstaat. Zijn eerste opdracht was het veiliger maken van het Hellegat, waarvoor hij een stroomgeleidingsdam ontwierp. Vanaf 1933 werkte hij bij de in 1929 opgerichte Studiedienst van de Zeearmen, Benedenrivieren en Kusten, vanaf 1933 was dit een onderdeel van de directie benedenrivieren. Hij bedacht een nieuwe methode om de getijden te berekenen, een verbetering van de formules van Hendrik Lorentz. Behalve een proefschrift en artikelen in De Ingenieur schreef Van Veen 90 van de in totaal circa 160 rapporten die de Studiedienst in de periode 1933-1945 uitbracht. Deze handelden over stromingen, zandtransport, kustverdediging, rivierverbetering, verzilting en stormvloedverschijnselen.
Vanaf 1937 waarschuwde Van Veen in diverse publicaties, onder het pseudoniem ‘'dr. Cassandra'’, voor de te lage dijken in Zuidwest-Nederland. Vooral onder dit pseudoniem kon hij allerlei gedachten lanceren die politiek gezien nogal gevoelig lagen, zonder zelf in de problemen te komen.
Talloze studies in de jaren dertig toonden aan dat de dijken inderdaad veel te laag waren. In 1939 werd door Johan Ringers de Stormvloedcommissie ingesteld. In een voorlopig rapport uit 1940 rapporteerde deze commissie dat de dijken inderdaad onvoldoende hoog waren. Maar omdat dijkverhoging op veel plaatsen niet mogelijk was, werd door Van Veen en de Studiedienst gewerkt aan plannen om enkele Zuid-Hollandse eilanden door dammen met elkaar te verbinden.
In 1946 concludeerde de Stormvloedcommissie – waarvan Van Veen inmiddels secretaris was – dat alle dijken in Zuidwest-Nederland te laag waren. In 1950 werd daarom eindelijk begonnen met de afdichting van de Brielse Maas. Begin december 1952 vroeg Jacob Algera, minister van Waterstaat (1952-1958), de Studiedienst onderzoek te doen naar de afsluiting van de zeearmen tussen Walcheren en Voorne. Het rapport De afsluitingsplannen der Tussenwateren verscheen 29 januari 1953. Drie dagen later, op 1 februari 1953, kwam de watersnood, die gedeelten van Zeeland, Zuid-Holland en Noord-Brabant onder water zette en elders voor uiterst kritieke situaties zorgde.
Na de watersnood werd uiteindelijk Van Veens plan uitgevoerd. Alle eilanden werden met elkaar verbonden (de Deltawerken), alleen de Nieuwe Waterweg en de Westerschelde bleven open.

## Verlandingsplan
In 1942 maakte Van Veen een ambitieus plan bekend, bekend als het "Verlandingsplan", om de gehele kustlijn van Zeeuws-Vlaanderen tot Vlieland weer gesloten te maken, zoals tot het jaar 800 de feitelijke situatie was geweest. Dit proces moest op geheel natuurlijke wijze plaatsvinden, door verzanding. Van Veen verwachtte dat dit alles bij elkaar circa twee eeuwen zou duren. Hij kreeg hiervoor weinig voet aan de grond. In december 1946 presenteerde hij zijn plan opnieuw, op de dag dat de Nederlandse Vereniging voor Landaanwinning werd opgericht. Uiteindelijk zijn bepaalde elementen hiervan gerealiseerd in de vorm van het Deltaplan.

## Uitvindingen
Door Johan van Veen is onder andere de Van Veengrijper (Van Veen grab sampler) uitgevonden, een apparaat om bodemmonsters te nemen (rond 1930). Ook is hij de uitvinder van het bellenscherm. In 1930 bewees hij de hydraulische analogie, de analogie tussen elektriciteit en water en ontwikkelde vanuit dit principe het Analogon, Electrisch model van waterlopen. Van 1944-1946 ontwikkelde hij die verder als eerste analoge computer voor getijstroommetingen, de Deltar. Zonder deze snelle getijberekeningen hadden de Deltawerken niet zo snel kunnen worden uitgevoerd na de februariramp van 1953.

## Privé
Van Veen trouwde op 5 mei 1927 tijdens zijn verblijf in Suriname, het gezin kreeg drie kinderen. Echter, het zou een ongelukkig huwelijk zijn geweest.  
Hoewel Johan van Veen uit een hervormde familie kwam (waarvan de familiebank nog steeds in de kerk van Uithuizermeeden staat), bekeerde hij zich later tot de Christian Science-kerk. Dit in navolging van zijn zus Anna, die in de VS in contact was gekomen met dit kerkgenootschap. Van Veen geloofde dat de mens het land weer moest vormgeven, zoals God het ooit bedoeld had. 
Van Veen kreeg tijdens zijn leven vier hartaanvallen. De eerste was in 1937 en later een zwaar infarct in 1948. Nadat zijn Viereilandenplan van 1947 was afgewezen en na zijn echtscheiding in 1957, werd de vierde hartaanval hem fataal.

## Varia

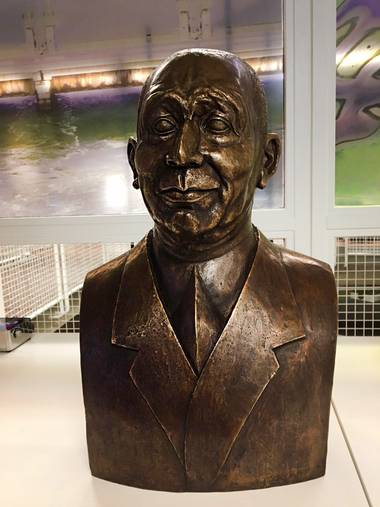
Bronzen borstbeeld van Johan van Veen door Fred Hartog

- Johan van Veen kan worden gezien als de grondlegger van de Eemshaven en van de Maasvlakte. Het dagblad De Telegraaf noemde hem na zijn overlijden "de vader van het Deltaplan en de Europoort."
- Het centrale plein in zijn geboortedorp Uithuizermeeden is naar hem genoemd, hier staat sinds 1979 een borstbeeld van hem.
- Het personage Joost van Ven in de debuutroman 1953 van Rik Launspach, verschenen in 2009 en datzelfde jaar verfilmd als De Storm, is geïnspireerd op Johan van Veen.
- In 2020 is op 28 september een stenen kopie van een bronzen borstbeeld van hem geplaatst op de in 2016 versterkte dijk - deel van Schielands Hoge Zeedijk - in Capelle aan den IJssel. “Mijn vader heeft eindelijk een plek gekregen op een hele belangrijke dijk in de provincie Zuid-Holland, dicht bij de Hollandsche IJsselkering en bij het eerste Deltawerk van Nederland”, aldus Van Veens dochter.[2][3]
- Johan van Veen staat in 2021 centraal in de muziektheaterproductie HAIM in en over de Eemshaven.[4]

## Onderscheidingen
- 1936: Gouden erepenning Bataafs Genootschap voor proefschrift "Onderzoekingen in de Hoofden";
- 1950: Koninklijke onderscheiding officier in de Orde van Oranje Nassau;
- 1954: Noorse Koninklijke onderscheiding ridder 1ste klasse in de Orde van Sint-Olaf;
- 1956: Erelid Utrechts studentencorps;
- 1958: Koninklijke onderscheiding ridder in de Orde van de Nederlandse Leeuw;
- 2017: Naar aanleiding van het 175-jarig bestaan van de TU Delft werd Van Veen opgenomen in de Alumni Walk of Fame, omdat hij de grondlegger is van de Deltawerken.[5]

## Publicaties
Publicaties zonder een link zijn niet digitaal beschikbaar, maar wel op papier in te zien in het Archief Van Veen-Stroband bij het nationaal archief. Van sommige publicaties is alleen een samenvatting digitaal, deze publicaties zijn ook in te zien bij het nationaal archief
- Kaartjes van het stroomdal van de Beilerstroom en van de Heuvelruggen in Noord Drenthe. Nieuwe Drentse Volksalmanak (1929).
- Hellegat - ontwerp 1929. RWS Benedenrivieren (1929).
- Nota betreffende de noodzakelijkheid van een systematisch onderzoek van de Westerschelde (1929).
- De Fivel en hare verzanding - bewerkt uit nagelaten aantekeningen van P.M. Bos. Tijdschrift KNAG, deel 47, afl. 4/5 (1930). kaart via Drents archief
- Verslag van waarnemingen in het Hellegat, inclusief studie naar effect stormvloeden (1931).
- Staten en grafieken betreffende zandmetingen op de Benedenrivieren (1931).
- Verhoging van stormvloeden (1931).
- Nota betreffende waarnemingen omtrent het zandtransport van de benedenrivieren (1932).
- Berekening Koedoodrivier (1932).
- Waarnemingen Hellegat 1931-1932 : afvoermetingen (1 mei 1933).
- Verslag betreffende de in 1930-1932 verrichte afvoerbepalingen van de Dordtsche waterwegen (1934).
- (en) Report echo-sounding equipment of the British Navy (1933).
- (7 juli 1933). Onderzoek naar zandtransport in rivieren. De Ingenieur  48 (27)
- (27 april 1934). Diepgang van schepen. De ingenieur; B. Bouw-en Waterb. jrg 49, 1934, no 17, 27-04-1934;  49 (17)
- De haven van Liverpool (1934).
- Verslag betreffende de in 1930-1932 verrichte afvoerbepalingen van de Dordtsche waterwegen omvattende de rivieren Boven-, Beneden-, en Nieuwe Merwede, Noord, Oude Maas, Spui, Amer, Hollandsch Diep, Hellegat, Volkerak, Vuile Gat, Haringvliet, etc. (9 februari 1934).
- (23 november 1934). Bodemgolven van groot formaat,geregistreerd met een echo-toestel. De Ingenieur  49 (47)
- Onderzoekingen in de hoofden. Rijkswaterstaat en Bataafs Genootschap (1936).
- Beschrijving van het bezinkingstoestel ter bepaling van de korrelgrootte van zandmonsters. RWS Benedenrivieren (1934).
- Nota betreffende een alternatief plan voor de getijberekening voor de verbeterden Hollandsche IJssel, alsmede een nota betreffende bezwaren van Ir.Kloppert tegen het verbeteringsplan en een nota betreffende een getijberekening hiervoor.. RWS Benedenrivieren (1935).
- Verslag van waarnemingen met schip Oceaan in het zeegat van het Vlie in 1933-1934. RWS Benedenrivieren (1935).
- Landaanwinning Groninger Wadden. RWS Benedenrivieren (1935).
- Nota betreffende eene getijberekening voor den verbeterden Hollandsche IJssel (plan 1934, variant). RWS Benedenrivieren (1935).
- Bodemstromen en stroomverticalen in verband gebracht met de formule voor eenparige beweging. RWS Benedenrivieren (1935).
- Voorlopige nota inzake de verzouting der benedenrivieren (waterinlating voor Delfland). RWS Benedenrivieren (1935).
- (1935). Echo-toestel voor het peilen in zeer ondiep water. De Ingenieur  55 (6)
- (1936). Eenige opmerkingen over het zandtransport van stroomen. Geografisch Tijdschrift. Koninklijk Nederlands Aardrijskundig Genootschap  53 (2)
- (1935). Sand waves in the North Sea. Hydrographic review, Vol. XII, No. 1
- (13 december 1935). De toepassings-mogelijkheden van verschillende getijberekeningen. De Ingenieur  50 (50)
- (31 mei 1935). Herkomst en verplaatsing van het Noordzeezand. De Ingenieur  50 (22)
- Nota betreffende boringen in de Scheldemond. RWS Benedenrivieren (1936).
- Beoordeling van nota Wemelsfelder. RWS Benedenrivieren (1936).
- Onderzoekingen in de Hoofden in verband met de gesteldheid der Nederlandsche kust. RWS Benedenrivieren (dissertatie) (1936).
- Onderzoekingen omtrent de snelheidsverdeling in een verticaal. RWS Benedenrivieren (1936).
- Nota betreffende verslag inzake onderzoek verbetering afwatering westelijk Noord-Brabant. RWS Benedenrivieren (1936).
- Beoordeling nota Wemelsfelder: Bepaling horizontale waterbeweging met behulp van kenteringsmeters. RWS Benedenrivieren (1936).
- Nota betreffende een onderzoek in de mond der Petroleumhaven Pernis, in verband met een verzoek van B&W van de gemeente Rotterdam voor aanleg van twee kribben op de linkeroever van de Nieuwe Maas. RWS Benedenrivieren (1936).
- (1937). Sand waves in the North Sea. Tijdschr. Kon. Ned. Aardrijk. Genoot.  64: 155-195
- (fr) Determination du debit solide des courants. sixieme congres de l'Association Internationale d'hydrologie, Edinburgh (1936).
- (en)  (1938). Water movements in the Straits of Dover. Journal du Conseil international pour l'exploration de la mer  13 (1)
- Korte beschrijving der uitkomsten van onderzoekingen in het T.A.G.. RWS Benedenrivieren (1937).
- Brouwershavensche zeegat [kaart: schema s eb- en vloedscharen Brouwershavensche Gat, Grevelingen en Krammer 1885 -1937]. RWS Benedenrivieren (1937).
- Oosterschelde [kaart: schema's eb- en vloedscharen 1932 -37]. RWS Benedenrivieren (1937).
- Korte beschrijving der uitkomsten van onderzoekingen in het Tijdschrift Aardrijkskundig Genootschap. RWS Benedenrivieren (1937).
- Richting en sterkte der getijden en stromen in de Zuidhollandse en Zeeuwse stromen. RWS Benedenrivieren (1937).
- The analogy between tides and electrical currents. RWS Benedenrivieren (1937).
- (19 februari 1937). Een registrerende stroommeter. De Ingenieur  52 (8)
- (22 januari 1937). Onderzoekingen in de hoofden in verband met de gesteldheid van de Nederlandsche kust (samenvatting proefschrift). De Ingenieur  52 (4)
- (7 mei 1937). Getijstroomberekening met behulp van wetten analoog aan die van Ohm en Kirchoff. De Ingenieur  52 (19)
- Waarnemingen omtrent de snelheidsverdeeling in een verticaal. Mededelingen van den Rijkswaterstaat 29 (1937).
- (de)  (1937). Apparate zur Untersuchung der Sandbewegung in natürlichen Wasserlaüfen. Geologie der Meere und Binnengewässer  52: 317-327
- Nota betreffende de afdamming der Brielsche Maas. RWS Benedenrivieren (1937).
- (de)  (1938). Die unterseische Sandwüste in der Nordsee. Geologie der Meere und Binnengewässer,
- Onderzoek omtrent de wenselijkheid en mogelijkheid van het watervrij maken van Dordrecht. RWS Benedenrivieren (1938).
- De mislukte aanhechting van Ameland aan de Friese wal omstreeks 1875-1883. RWS Benedenrivieren (1938).
- Baggeren in de Westerschelde. RWS Benedenrivieren (1938).
- Invloed inpoldering Land van Saeftinge, voorlopige beschouwing. RWS Benedenrivieren (1938).
- Vraagstukken verband houdende met de verzouting der benedenrivieren. RWS Benedenrivieren (1938).
- (de)  (1938). Dauerbeobachtung des Stromes auf den Niederländischen Feurschiffen: Einflusz der 11-jährlichen Sonnenfleckenperiode auf Sturmfluten. Geologie der Meere und Binnengewässer,
- (de)  (1938). Untersuchungen in der Straße von Dover mit dem Vermessungsschiff "Oceaan". Geologische Rundschau  29: 274-286
- Nota over de domeinbelangen betrokken bij de afsluiting van de Botlek en Brielsche Maas en het Hartelsche Gat volgens het door den hoofdingenieur van den Rijkswaterstaat opgemaakte gewijzigde plan C. RWS Benedenrivieren (1938).
- Nota betreffende de toeneming stroomsnelheden in de Rotterdamschen Waterweg, als gevolg van de afdamming van de Brielsche Maas. RWS Benedenrivieren (1939).
- (de)  (1939). Das Eis auf den Niederländischen Flüssen und die Klimaänderung seit dem Jahre 1879. Geologie der Meere und Binnengewässer,
- Verbetering van de Hollandse IJssel. RWS Benedenrivieren (1939).
- Richting en sterkte der getijden in de Waddenzee. RWS Benedenrivieren (1939).
- Beschrijving Rotterdamse Waterweg. RWS Benedenrivieren (1939).
- Vermindering der ijsperioden op de Ned. rivieren sinds 1879. RWS Benedenrivieren (1939).
- (19 mei 1939). De nauwkeurigheid der tegenwoordige getijberekening. De Ingenieur  54 (20)
- (10 november 1939). Verbetering van den Hollandschen IJssel. De Ingenieur  54 (45)
- (5 mei 1939). Vermindering der IJsperioden op de Nederlandschen rivieren sinds 1879 (invloed zonnevlekken op ijsvorming). De Ingenieur  54 (18)
- (2 juni 1939). Inpolderingen in vroeger eeuwen door Nederlanders in het buitenland. De Ingenieur  54 (22)
- Afdamming Brielsche Maas : aanvullende nota van 8 februari 1939 (1939).
- Te verwachten stormvloedstanden op de benedenrivieren : eerste voorlopige becijfering. RWS Benedenrivieren (1940).
- Berekening van het peil, tot hetwelk de boezem in geval van oorlog in een laag getij kan worden opgezet. RWS Benedenrivieren (1940).
- Korte opmerkingen over de kritiek van Prof. Thijsse op het voorlopig rapport van de Stormvloed-commissie. RWS Benedenrivieren (1939).
- Bepaling dijkshoogte te Rotterdam na de brand van 1940. RWS Benedenrivieren (1940).
- Voorlopig rapport van de Stormvloedcommissie. RWS Benedenrivieren (1940).
- Rapport inzake de afsluiting van de Brielsche Maas en de Botlek. RWS Benedenrivieren (1940).
- Rapport betreffende nader uitgewerkte plannen A, B en C voor de watervrijmaking Dordrecht en Zwijndrecht. RWS Benedenrivieren (1940).
- Toekomstige stormvloedhoogte te Bergen op Zoom. RWS Benedenrivieren (1940).
- De haven van Moerdijk. RWS Benedenrivieren (1940).
- (20 september 1940). De bodemdaling van Nederland. De ingenieur  55 (38)
- Is de heersende windrichting te Amsterdam seder 1700 gekrompen?. RWS Benedenrivieren (1940).
- (1940). De invloed der 11-jaarlijkse zonnevlekkenperiode op stormen, ijsgang en neerslag. De Ingenieur  55 (5)
- Rapport van de commissie inzake stormvloeden in Nederland. RWS Benedenrivieren (1941).
- De toeneming van het zoutgehalte op de benedenrivieren. RWS Benedenrivieren (1941).
- Afsluiting Oude Maasje. RWS Benedenrivieren (1941).
- Heropening van het Wantij. RWS Benedenrivieren (1941).
- Twee middelen om het zoutbezwaar bij zeesluizen op te heffen. RWS Benedenrivieren (1941).
- Havenverbetering en indijking te Bergen op Zoom. RWS Benedenrivieren (1941).
- Watervrijmaking van Dordrecht en Zwijndrecht: Nader uitgewerkt plan C. RWS Benedenrivieren (1941).
- Normaliseering Hollandsch Diep. RWS Benedenrivieren (1941).
- Nota betreffende de verdeling van het Rijnwater in droge tijden voor het westen en noorden van het land. RWS Benedenrivieren (1941).
- Nota betreffende de mogelijke wijziging van het net der Beneden rivieren. RWS Benedenrivieren (1941).
- Nota betreffende de afsluiting van de Donge. RWS Benedenrivieren (1941).
- Verbeteringswerken Hollandschen IJssel ; gegevens betreffende de uitvoering der werken tot verbetering van den Hollandschen IJssel. RWS Benedenrivieren (1942).
- Watervrijmaking van Sliedrecht - Verlegging Beneden Merwede. RWS Benedenrivieren (1942).
- Zeer voorloopige nota betr. het zgn. Vijf-eilandenplan. RWS Benedenrivieren (1942).
- Waterhuishouding van Nederland: Zuidwestelijk deel, Voorlopige nota. RWS Benedenrivieren (1942).
- Inpoldering Plaat van Scheelhoek (commentaar). RWS Benedenrivieren (1942).
- Verdeling opperwater voor het geval de Sliedrechtse doorsteek gemaakt wordt. RWS Benedenrivieren (1942).
- Invloed inpoldering Hamsche polders op de stormvloedstanden. RWS Benedenrivieren (1942).
- Verzwaring dijken van de Volkerakpolders. RWS Benedenrivieren (1942).
- Proefbaggeren van "keileem"uit het Zuid-Hollands Diep. RWS Benedenrivieren (1942).
- Stormvloedhoogten op de benedenrivieren in het jaar 2000. RWS Benedenrivieren (1942).
- Beschikbare hoeveelheden ophoogzand in de benedenrivieren. RWS Benedenrivieren (1942).
- Resultaten landaanwinningswerken op de Groningerwadden. RWS Benedenrivieren (1942).
- Voorlopige Nota betreffende Verlandingsmogelijkheden in de Zuidwestelijke en Noordelijke Wateren van Nederland. RWS Benedenrivieren (1942).
- Rapport betreffende plannen (A, B en W ) voor de verlegging van de beneden Merwede. RWS Benedenrivieren (1942).
- Nota betreffende het vijfeilandenplan. RWS Benedenrivieren (1942).
- Waterhuishouding van NederlandZuidwestelijk deel, Voorlopige nota. RWS Benedenrivieren (1942).
- Verdeeling opperwater voor het geval de zogenaamde "Sliedrechtsche Doorsteek" wordt gemaakt : voorloopig rapport. RWS Benedenrivieren (1943).
- Nota betreffende eene verzwaring der buitendijken van "de Volkerakpolders". RWS Benedenrivieren (1942).
- verlandingsplan. RWS Benedenrivieren (1942).
- Verlegging Beneden Merwede. RWS Benedenrivieren (1942).
- Nota betreffende het vijfeilandenplan. RWS Benedenrivieren (1942).
- Beschouwingen en berekeningen over de benedenrivieren. RWS Benedenrivieren (1943).
- Rapport betreffende de Stormvloed van 6, 7 en 8 april 1943, in Zuid-Holland. RWS Benedenrivieren (1943).
- Inpoldering achter Uithuizen-Uithuizermeeden. RWS Benedenrivieren (1943).
- Invloed landwinningswerken op de stroomen in Vuile Gat en Haringvliet. RWS Benedenrivieren (1943).
- Voorlopige beschouwingen Vloedkommenplan. RWS Benedenrivieren (1943).
- De waarde van land in overheidsbegrotingen. RWS Benedenrivieren (1943).
- Exposé Landwinningsvraagstukken. RWS Benedenrivieren (1943).
- Invloed landwinningswerken in Hellegat op de stromen in het Vuile Gat en in het Haringvliet. RWS Benedenrivieren (1943).
- Beschrijving van schaden aan een 3-tal dijken ten gevolge van de vloed van 7-4-1943. RWS Benedenrivieren (1943).
- Doorgaande stroommetingen bij de lichtschepen. RWS Benedenrivieren (1943).
- Enige boringen in de zuidelijke Noordzee. RWS Benedenrivieren (1943).
- Exposé Landwinningswerken in 1943. RWS Benedenrivieren (1944).
- Verlaging van de Rijnarmen door te veel baggeren. RWS Benedenrivieren (1943).
- Afsluiting Haringvliet volgens het plan Schönfeld. RWS Benedenrivieren (1943).
- Verdieping Scheldemond sedert 1824. RWS Benedenrivieren (1943).
- Voorstel betreffende de wenschelijkheid eener bepaling van toekomstige getijden langs electrische weg. RWS Benedenrivieren (1943).
- Rapport van een onderzoek naar de Bodemdaling te Amsterdam sedert 1700. RWS Benedenrivieren (1944).
- Inpoldering kweldergronden 1942-1944. RWS Benedenrivieren (1944).
- De voortplanting van het getij bepaald met behulp van de electrotechniek : 1e stuk. RWS Benedenrivieren (1944).
- Schelderegiem en Schelderegie. Rijkswaterstaat (1944-12).
- Opmerkingen over Scheldepublicates. Rijkswaterstaat (1945-04).
- Commentaar op het plan "Luctor et Emergo". RWS Benedenrivieren (1945).
- Afdamming Zandkreek Veersche Gat. RWS Benedenrivieren (1945).
- Groot Verlandingsplan (samenvatting). RWS Benedenrivieren (1945).
- Wegverbinding door mond Braakman. RWS Benedenrivieren (1945).
- Bestaat er een geologische bodemdaling sedert 1700?. RWS Benedenrivieren (1945).
- Opmerkingen inzake Scheldepublicaties, vooral met het oog op invloed inpolderingen. RWS Benedenrivieren (1945).
- Dronkers, J.J.  (1946-05-3). Commentaar met naschrift auteur op "Electrische nabootsing van getijden" door J. van Veen. De ingenieur
- De kust van Nederland. RWS Benedenrivieren (1946).
- Ontwikkelingsmogelijkheden voor de Duitsche waddenkust (annexatie kwestie). RWS Benedenrivieren (1946).
- Korte nota betreffende de grensregeling in den Eemsmond. RWS Benedenrivieren (1946).
- Kort verslag studiereis naar Engeland, april 1946. RWS Benedenrivieren (1946).
- Oosterschelde [kaart : schema's eb- en vloedscharen 1905 - '24]. RWS Benedenrivieren (1946).
- De West-Duitse kanalen. RWS Benedenrivieren (1946).
- Vragen betreffende toekomstige inpolderingsmogelijkheden. RWS Benedenrivieren (1946).
- (en)  (28 november 1947). Analogy between tides and AC electricity. The Engineer
- (1946-11). Research of tidal rivers in the Netherlands. Dock & Harbour Authority
- Opmerkingen over voorstel inlaagdijk Helderse Zeewering. RWS Benedenrivieren (1946).
- (fr)  (1947). Analogie Entre Marées et Courants Alternatifs. La houle Blanche  : 401-416
- (en)  (1947-12). The calculation of tides in new channels. Eos, Transactions American Geophysical Union  28 (6): 861-866
- dredge, drain, reclaim. Martinus Nijhoff (1948 - 1962).
- Is er bodemdaling of zeespiegelrijzing en kan deze met de ons ten dienste staande peilschalen voldoende nauwkeurig bepaald worden?. RWS Benedenrivieren (1948).
- De strijd tegen de verzouting van ons polderland. RWS Benedenrivieren (1949).
- Ontwerp meetprogramma ten behoeve van het hydraulisch model van de benedenrivieren in het waterbouwkundig laboratorium te Delft. RWS Benedenrivieren (1949).
- Eb- en Vloedschaar Systemen in de Nederlandse Getijwateren - Ebb and Flood Channel Systems in the Netherlands Tidal Waters. KNAG, heruitgave TU Delft (1949).
- Indijking Noord-Sloe. RWS Benedenrivieren (1949).
- Overzicht van de methoden voor het bepalen van de getijbeweging op de Nederlandse zeearmen en getijrivieren. RWS Benedenrivieren (1949).
- Turbulentie-onderzoek. RWS Benedenrivieren (1949).
- Zoutmetingen benedenrivieren 1947 en 1949. RWS Benedenrivieren (1950).
- De Plaat van Scheelhoek. RWS Benedenrivieren (1950).
- Nota betreffende plaats en lengten van toekomstige bruggen bij Tiengemeten. RWS Benedenrivieren (1950).
- Algemeen rapport diepteverandering Z.W. wateren : inhoudsvergelijkingen. RWS Benedenrivieren (1950).
- Nota betreffende afsluiting der benedenrivieren met stuw in het Hollandsch Diep. RWS Benedenrivieren (1950).
- Voorstudie inzake ene afdamming van de Eendracht-Krabbenkreek. RWS Benedenrivieren (1951).
- (en)  (1951). Tidal gullies in youngest peat layer of Groningen. 3rd congress on sedimentology  3rd
- (en) Coasts, estuaries and tidal hydraulics (chapter from Civil engineer's reference book)). Butterworth (1951).
- (1951). De Delf. Tijdschrift KNAG  68
- (1951). De Rijn-Maasmond (Helinium) in de Romeinse tijd. tijdschrift KNAG  68: 272-275
- Opmerkingen over het rapport van ir. C. Franx betreffende het zoutbezwaar in verband met het Botlekplan. RWS Benedenrivieren (1952).
- Nota betreffende Oosterschelde, Keeten, Mastgat, Zijpe, Mosselkreek, Krabbekreek als onder deel van het stelsel tussenwateren. RWS Benedenrivieren (1952).
- (1952). De Waterweg als benedenrivier. De Ingenieur  (28)
- (en)  (may 1952). English and Dutch methods of shore protection (correspondence on a article with R.R. Minikin). Dock & Hrbour authority
- (en)  (may 1952). English and Dutch methods of shore protection (correspondence on a article with R.R. Minikin). Dock & Hrbour authority
- (1952). Solution of an hydraulic problem by analog computer. ASCE
- Nota Afsluitingsplannen der tussenwateren. RWS Benedenrivieren (1953).
- (en) The penetration of sea water into Dutch river mouths and estuaries IN: PIANC Congress. PIANC (1953).
- (1953). Organogene landaanwinningsproeven in het Haringvliet. Berichten van de Nederlandse Vereniging voor landaanwinning  (3)
- Land below sea level : Holland in its age-long fight against the waters. RWS Benedenrivieren (1953).
- Overzicht van inhouds- en diepteveranderingen van de ZW-wateren en de zeegaten van Texel, van het Vlie en de mond van de Eems. RWS Benedenrivieren (1953).
- De dijkdoorbraak bij Ouderkerk (Z-H) in 1953. manuscript (1953).
- Voorlopige stormvloedpeilen aan de Noordzeekust. RWS, Deltacommissie (1953).
- Een maatstaf voor de bepaling van de stormvloedstanden langs de Nederlandse kust die nog juist moeten kunnen worden gekeerd. RWS, Deltacommissie (1953).
- (en)  (1952). Application to a hydraulic problem, with discussion by Van Veen. Proc. ASCE134
- (1954). Tide-gauges, subsidence-gauges and floodstones in the Netherlands. Geologie en Mijnbouw,  (Symposium quarternary changes in level, especially in the Netherlands)  16: 214-219
- Bezwaar tegen gemiddelde SV-standen en vergaande extrapolatie. RWS, Deltacommissie (1954).
- Correspondentie m.b.t afsluiting van de Donge en het Oude Maasje. RWS Benedenrivieren (1954).
- Afdamming Zeearmen, derde interim-advies uitgebracht aan de minister van Verkeer en Waterstaat. RWS, Deltacommissie (1954).
- (1956). Overstromingen tijdens de negen stormvloeden sinds 1877. Tijdschrift KNAG  LXXIII (1)
- (de)  (1956). Organogene landgewinnungsversuche im Haringvliet. Archiv für Hydrobiologie  52: 305-320
- (de)  (1956). De Versalzung der Niederländischen Marschen und Bekämpfung. Die Küste  (5)
- (en)  (11 augustus 1956). The Thyborøn project. Ingeniøren
- (en)  (8 december 1956). frequency of floods and safety. Ingeniøren  : 979-982
- (1956). Het deltaplan en zijn verschillende facetten. De ingenieur
- Het plan tot afsluiting van Veeregat en Zandkreek (Drie-Eilandenplan) : Rapport D. RWS, Deltadienst (1956).
- Development of marine plains, penetration of sea water in Dutch tidal rivers and inland waters=. IAHR publicatie 38 (1957). Gearchiveerd op 19 oktober 2018. Geraadpleegd op 23 december 2024.
- (1957). Necessity of subsidence-gauges. Nederlandse Geodetische Vereniging voor het UGGI congres 1957
- (da)  (15 augustus 1957). Såndan gør vi Holland "færdigt". Ingeniøren
- (1957). Waterhuishouding in Nederland. Berichten van de Nederlandse Vereniging voor Landaanwinning  (6)
- (en)  (1952). The Rotterdam waterway considered as a rivermouth. De Ingenieur
- Land below sea level. Trio Den Haag (1960).
- Bodemdaling en daling van dijkkruinen (bijdrage V3 van het rapport van de Deltacommissie). RWS, Deltacommissie (1961).
- Coastal Engineering (chapter in Civil Engineering handbook. Butterworth (1961), pp. 471-507.

## Publicaties over Johan van Veen
- boekbespreking van ‘Meester van de Zee’, Johan van Veen, waterstaatsingenieur 1893-1959 in Delft Integraal
- boekbespreking van ‘Meester van de Zee’ bij het Historisch Huis
- biografie van Johan van Veen in Tijdschrift voor Waterstaatgeschiedenis
- biografie van Johan van Veen bij de KNAW
- brief Het water komt, Rutger Bregman, uitg. de Correspondent, 2020, ISBN 9789083017761
- Willem van der Ham, Johan van Veen, meester van de zee. Grondlegger van het Deltaplan, 2020, Amsterdam: Boom, ISBN 9789024433919